# Murexia longicaudata
Murexia longicaudata é uma espécie de marsupial da família Dasyuridae. É a única espécie descrita para o gênero Murexia. Endêmica da Nova Guiné.
- Nome Popular: Dasyuro-de-pelo-curto
- Nome Científico: Murexia longicaudata (Schlegel, 1866)
- Sinônimo do nome científico da espécie: Murexia aspera; Phascogale maxima; Phascogale murex;

## Características
A parte superior do corpo é marrom, as patas escassamente cobertas d epelos castanhos, cauda marrom mais escuro em cima do que em baixo. Os Macho são maiores que as fêmeas, eles mede cerca de 44 cm e as fêmeas 35 cm de comprimento;

## Hábitos alimentares
São carnívoros, alimentam-se de pequenos mamiferos, insetos, répteis, anfíbios, ovos, aves;

## Habitat
Florestas tropicais umidas até 1800 metros de altitude;

## Distribuição Geográfica
Ilha Aru, Nova Guiné;

## Subespécies
- Subespécie: Murexia longicauda aspera? (Thomas, 1913)

Sinônimos do nome científico da subespécie: Murexia aspera; Phascogale murex aspera;
Nota: Considerado sinônimo de Murexia longicauda;
Local: Rio Utakwa, Irian Jaya;
- Subespécie: Murexia longicauda longicauda (Schlegel, 1866)

Local: Ilha Aru;
- Subespécie: Murexia longicauda maxima? (Stein, 1932)

Sinônimos do nome científico da subespécie: Phascogale maxima;
Nota: Considerado sinônimo de Murexia longicauda;
Local: Ilha Yapen, Baía Geelvink, oeste de Irian Jaya;
- Subespécie: Murexia longicauda murex? (Thomas, 1913)

Sinônimos do nome científico da subespécie: Phascogale murex;
Nota: Considerado sinônimo de Murexia longicauda;
Local: Satelburg, Península Huon, Nordeste de Papua-Nova Guiné;